# Świnia bojowa
Świnia bojowa – zwierzę bitewne, wykorzystywane w starożytności podczas wojny w walce przeciwko słoniom bojowym. 
W I wieku p.n.e. rzymski poeta i filozof Lukrecjusz zauważył, że próbowano wypuszczać na wroga lwy lub inne dzikie zwierzęta, ale nie było to skuteczne, ze względu na brak kontroli nad nimi. W 272 roku p.n.e. odnotowano, że Rzymianie używali dzików w walce ze słoniami bojowymi Tarentu w czasie wojny Rzymu z Tarentem i Pyrrusem. 
Anonimowe dzieło Romans o Aleksandrze Pseudo-Kallistenesa zawiera opowieść, która wskazuje, że Aleksander Macedoński dowiedział się o nieznanym mu wcześniej sposobie walki ze słoniami bojowymi od władcy indyjskiego Porosa, który po klęsce nad Hydaspesem w 326 p.n.e. stał się jego sojusznikiem. Wypuszczenie kwiczących świń pędzonych przy dźwięku trąbek, na stado zbliżających się do obozu słoni bojowych, zakończyło się powodzeniem. Temat ten poruszył także rzymski erudyta Pliniusz Starszy, który stwierdził, że „słonie boją się najmniejszego kwiku świni”. 
Informacje znajdujące się w tekście Eliana (De natura animalium I, 38) potwierdzają, że Rzymianie wykorzystywali świnie bojowe podczas wojny toczonej w  latach 280-275 p.n.e. z królem Epiru Pyrrusem, gdy na jego dwanaście ocalałych słoni w celu ich wystraszenia wypuszczono nie tylko kwiczące świnie, ale także stado baranów. 
W VI wieku n.e. historyk bizantyjski Prokopiusz z Cezarei w Historii wojen odnotował, że obrońcy Edessy zawiesili kwiczącą świnię na murach obronnych dla odstraszenia słonia bojowego władcy Persji Chosrowa Anoszirwana.
W źródłach historycznych zachowały się również relacje rzymskich autorów Poliajnosa i Eliana opisujące płonące świnie wykorzystane podczas oblężenia Megary przez króla Macedonii Antygona II Gonatasa w 266 roku p.n.e. Zostało ono przerwane, gdy Megarejczycy oblali niektóre świnie olejem lub smołą, podpalili je i popędzili w kierunku słoni bojowych wroga. Mocno wystraszone słonie uciekały w popłochu, często tratując na śmierć własnych żołnierzy. 
Próbowano wprowadzać też działania zaradcze. Jedna z relacji opisuje, że król Antygon nakazał swym kornakom trzymać wśród słoni świnie, by oswoiły się z ich obecnością. Fakt ten utrwalono na brązowej monecie italskiej z jego czasów, gdzie z jednej strony przedstawiono słonia, a z drugiej świnię.